# Myripristis vittata
Myripristis vittata là một loài cá biển thuộc chi Myripristis trong họ Cá sơn đá. Loài này được mô tả lần đầu tiên vào năm 1831.

## Từ nguyên
Tính từ định danh vittata trong tiếng Latinh có nghĩa là "có dải quấn quanh", theo Valenciennes thì hàm ý đề cập đến 5-6 dải sọc đen ở hai bên thân của loài cá này, tuy nhiên loài này có màu đỏ cam gần như đồng nhất, thật ra chỉ có các sọc mờ do tâm vảy cá nhạt màu hơn tạo thành.

## Phân bố và môi trường sống
M. vittata có phân bố rộng khắp khu vực Ấn Độ Dương-Thái Bình Dương, từ Đông Phi trải dài về phía đông đến quần đảo Hawaii cùng quần đảo Marquises (Polynésie thuộc Pháp), ngược lên phía bắc đến quần đảo Ogasawara và miền nam Nhật Bản, về phía nam đến bãi cạn Aliwal (Nam Phi), Úc và Nouvelle-Calédonie. Ở Việt Nam, M. vittata được ghi nhận tại quần đảo Hoàng Sa và quần đảo Trường Sa.
M. vittata sống tập trung gần các hang hốc trên rạn san hô hay dưới các gờ đá, có thể được tìm thấy ở độ sâu đến ít nhất là 100 m.

## Mô tả
Chiều dài cơ thể lớn nhất được ghi nhận ở M. vittata là 25 cm. Cá có màu đỏ hoặc đỏ cam. Rìa trước của vây lưng, vây hậu môn, vây đuôi và vây bụng có màu trắng. Chóp gai vây lưng màu trắng.
Số gai ở vây lưng: 11; Số tia ở vây lưng: 13–15; Số gai ở vây hậu môn: 4; Số tia ở vây hậu môn: 11–13; Số vảy đường bên: 35–40; Số lược mang ở cung thứ nhất: 33–38.

## Sinh thái
M. vittata thường hợp thành đàn và ăn chủ yếu các loài động vật phù du. Chúng thường bơi lộn ngược, ngay cả khi hòa vào các đàn cá khác.

## Thương mại
M. vittata được khai thác trong nghề cá quy mô nhỏ.